# Hallington (Northumberland)
Hallington – osada w Anglii, w hrabstwie Northumberland, w civil parish Whittington. W 1951 roku civil parish liczyła 75 mieszkańców.